# Gonimbrasia vinosa
Gonimbrasia vinosa är en fjärilsart som beskrevs av Riel 1910. Gonimbrasia vinosa ingår i släktet Gonimbrasia och familjen påfågelsspinnare. Inga underarter finns listade i Catalogue of Life.